# Antonia Hodgson
Antonia Hodgson (Derby, 1971) è una scrittrice britannica di gialli storici.

## Biografia
Nata a Derby nel 1971, ha studiato lingua e letteratura inglese all'Università di Leeds. Trasferitasi a Londra nel 1994, ha iniziato a lavorare nell'editoria entrando l'anno successivo alla "Little, Brown Book Group" e rimanendovi per 23 anni prima di dedicarsi alla scrittura a tempo pieno.
Ha esordito nel 2014 con il giallo storico Il misterioso caso di Samuel Fleet, prima indagine del figlio del parroco Thomas Hawkins ambientata nella Londra del 1700 e giunta al 2019 al quarto capitolo. Tra i riconoscimenti ottenuti si segnala l'Ellis Peters Historical Award del 2014 per il suo romanzo d'esordio.

## Opere principali

### Serie Thomas Hawkins
- Il misterioso caso di Samuel Fleet (The Devil in the Marshalsea), Roma, Newton Compton, 2014 traduzione di Clara Serretta ISBN 978-88-541-6935-7.
- The Last Confession of Thomas Hawkins (2015)
- A death in Fountains Abbey (2016)
- The Silver Collar (2019)

## Premi e riconoscimenti
- Ellis Peters Historical Award: 2014 per Il misterioso caso di Samuel Fleet